# Мемфис Депай
Мемфис Депай е нидерландски футболист, играч на Коринтианс и на Нидерландския национален отбор.

## Кариера
Депай е в юношеските формации на ПСВ от 2006 г. През 2011 треньорът Филип Коку го взима в първия тим. Депай дебютира на финала за Купата на Холандия на 8 април 2012 г. На 29 юни 2012 подписва първия си професионален контракт. През сезон 2013/14 крилото става важна част от състава на „филипсите“, играе в групите на Лига Европа и помага на ПСВ да запишат серия от 8 поредни победи в Ередивизие. Въпреки слабия първи полусезон и едва четвъртото място в шампионата, Депай отбелязва 12 гола в 32 мача и печели доверието на Луис ван Гаал, който го повиква в националния отбор на Холандия за Свеовното първенство в Бразилия. С гола си срещу Австралия в груповата фаза на турнира, Депай става най-младият холандски голмайстор на световни финали – на 20 години и 4 месеца. Мемфис отбелязва още едно попадение на турнира – срещу Чили. Номиниран е за най-добър млад играч на шампионата, но наградата печели Пол Погба.
След края на световното интерес към халфа проявяват Манчестър Юнайтед и Тотнъм. Депай остава в ПСВ, като след първия полусезон на 2014/15 има 11 гола в 15 срещи, а „филипсите“ са начело в първенството.
През лятото на 2015 г., след като ПСВ стават шампиони на Холандия, Мемфис преминава в Манчестър Юнайтед, при червените дяволи взема легендарния номер 7 носен от велики футболисти като Ерик Кантона, Джоржд Бест, Кристиано Роналдо и Дейвид Бекъм.
През зимата на 2017 г. след като не успява да се наложи в състава на Жозе Моуриньо, новия мениджър на Манчестър Юнайтед, Депай подписва с френския Олимпик Лион.

## Статистика
| Клуб              | Клуб              | Клуб              | Лига   | Лига   | Лига   | Купа   | Купа   | Купа   | Евротурнири | Евротурнири | Евротурнири | Общо   | Общо   | Общо   |
| Сезон             | Клуб              | Лига              | Мачове | Голове | Асист. | Мачове | Голове | Асист. | Мачове      | Голове      | Асист.      | Мачове | Голове | Асист. |
| Холандия          | Холандия          | Холандия          | Лига   | Лига   | Лига   | Купа   | Купа   | Купа   | Евротурнири | Евротурнири | Евротурнири | Общо   | Общо   | Общо   |
| ----------------- | ----------------- | ----------------- | ------ | ------ | ------ | ------ | ------ | ------ | ----------- | ----------- | ----------- | ------ | ------ | ------ |
| 2011/12           | ПСВ               | Ередивизие        | 8      | 3      | 1      | 3      | 2      | 1      | -           | -           | -           | 11     | 5      | 2      |
| 2012/13           | ПСВ               | Ередивизие        | 20     | 2      | 3      | 4      | 1      | 3      | 5           | 0           | 3           | 30     | 3      | 9      |
| 2013/14           | ПСВ               | Ередивизие        | 32     | 12     | 8      | 1      | 0      | 0      | 10          | 2           | 2           | 43     | 16     | 10     |
| 2014/15           | ПСВ               | Ередивизие        | 15     | 11     | 4      | 1      | 0      | 0      | 7           | 6           | 2           | 23     | 17     | 6      |
| Общо              | Холандия          | Холандия          | 75     | 28     | 16     | 9      | 3      | 4      | 22          | 8           | 7           | 107    | 41     | 27     |
| За цялата кариера | За цялата кариера | За цялата кариера | 75     | 28     | 16     | 9      | 3      | 4      | 22          | 8           | 7           | 107    | 41     | 27     |

## Успехи
ПСВ Айндховен
- Ередивиси (1): 2014/15
- Купа на Нидерландия (1): 2011/12
- Йохан Кройф Шийлд (1): 2012

 Барселона
- Примера дивисион (1): 2022/23
- Суперкупа на Испания (1): 2023